# ミニ尾瀬公園
ミニ尾瀬公園（ミニおぜこうえん）は、福島県南会津郡檜枝岐村にある公園である。

## 概要
公園の方が明らかに低面積のため、「ミニ尾瀬公園」という名がついた。
公園と国道352号の間を檜枝岐川が流れ、公園付近は、会津高原、会津駒ケ岳などの山々に囲まれている山間部であり、自然が豊富である。
高山草原と高層湿原のエリアに分かれていて、1周2km、徒歩40分程度である。尾瀬までは、直線距離で西南西へ約10km。
現在、水芭蕉やニッコウキスゲ、コマクサなど、尾瀬などに咲く草花を中心に、100種100万株が植えられている。
- 面積 : 80,000 km2。

## 歴史
- 1999年（平成11年） - 公園がオープンしたと同時に武田久吉メモリアルホールが建設された。
- 2001年（平成13年） - 夏の思い出譜碑が建設された。
- 2002年（平成14年） - 尾瀬写真美術館が建設された。

## 公園付近の主な施設
- 檜枝岐温泉
- 檜枝岐小・中学校
- 中土合公園
- アルサ尾瀬の郷

## アクセス
檜枝岐村役場から国道352号を南へ約6 km。
- 西那須野塩原ICより、国道400号、国道121号、国道352号経由で、約3時間。
- 会津高原尾瀬口駅からバス

## 近隣の自然公園
- 尾瀬国立公園
- 日光国立公園
- 越後三山只見国定公園
- 只見柳津県立自然公園